# Derbis de París

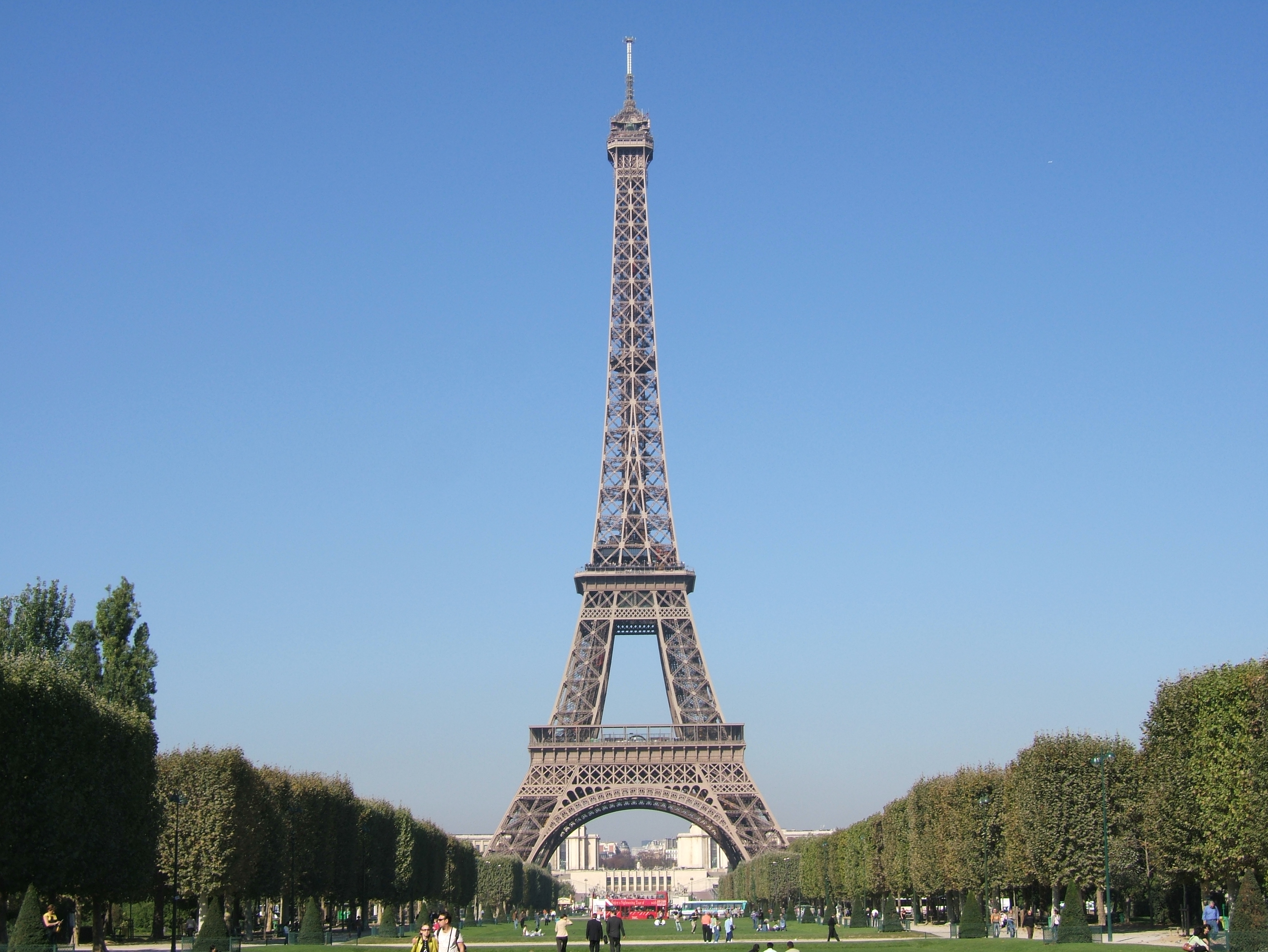
La Torre Eiffel, símbolo de París y presente en el escudo del Paris FC y Paris Saint-Germain.

Los derbis de París son una serie de rivalidades de fútbol de París, que implican a muchos equipos de la capital de Francia. La tradición de fútbol en París data de finales del siglo XIX, pero su evolución ha sido, desde entonces, muy irregular. En 1932-1933, cuando se celebró el primer campeonato de fútbol de Francia, cuatro clubes con sede en París aprobaron el estatuto profesional: el Red Star Paris, el Cercle Athlétique de Paris, el Racing Club de Paris y el Club Français. A estos clubes se unió, en 1933-1934, el US Suisse Paris.
La capital francesa cuenta con multitud de equipos de fútbol, muchos de ellos históricos que se encuentran en divisiones modestas del fútbol francés. Sin embargo, hasta seis equipos de París se han proclamado campeón de liga de Francia: el Stade Français, el CA Paris, el Gallia Club Paris, el Club Français Paris, el Racing Club de France y el Paris Saint-Germain. Otros, como el Red Star o el Olympique de Paris fueron campeones de la Copa de Francia. Hoy en día, solo el Paris Saint-Germain —el club capitalino de más reciente fundación— se mantiene como el único equipo de la capital en la división profesional, la Ligue 1.

## Historia

### Orígenes del fútbol en París (1890-1920)
Los futbolistas se organizaron muy rápidamente en los clubes de París: en 1890 se fundó el Standard Athletic Club, que fue seguido en 1891 por los White-Rovers, en 1892 por el Club Français y el Racing Club de Paris, en 1894 por el US Suisse Paris, en 1895 se fundó el Olympique de París, en 1896 el Gallia Club de Paris y en 1897 Red Star Paris de Jules Rimet. Estos clubes ganaron todos los campeonatos de Francia de fútbol USFSA (siglas de Union des Sociétés Françaises de Sports Athlétiques) entre 1894 y 1902. No fue sino hasta la edición de 1910 que la final fue disputada sin ningún club parisino.

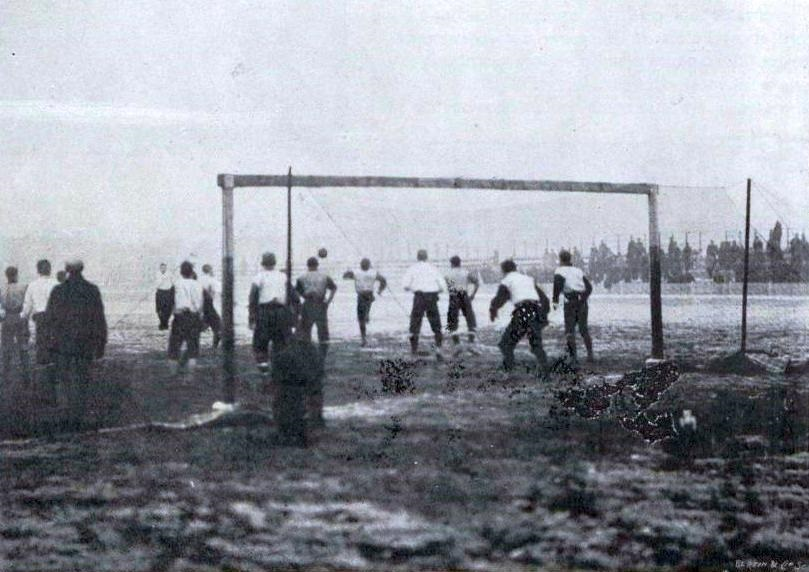
Imagen del partido de fútbol entre el Club Français y el English Ramblers en el velódromo del Parc des Princes, el 26 de diciembre de 1898.

La primera edición del Campeonato de Francia de fútbol USFSA de abril y mayo de 1894 estaba compuesta por cinco equipos: el Standard A.C., White-Rovers, Club Français, Neuilly y Asnières. Todos ellos clubes de París. La primera "División 1" en la historia del fútbol francés en sí constaba de nueve clubes de París: el Standard AC, White-Rovers, Club Français, Neuilly, Asnières, United SC, Paris Star y el UA del primer distrito parisino.

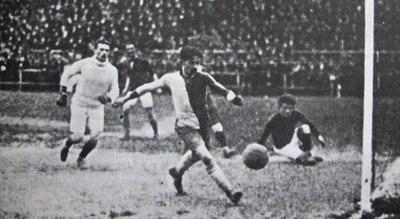
Final de la Coupe de France 1919-1920 entre el CA Paris y el Le Havre AC en el Stade Bergeyre de París.

Un mejor ejemplo de la proliferación de clubes tuvo lugar en 1897, cuando se establecieron tres divisiones en París. Ese mismo año, el Red Star presentó la organización de una copa nacional reservado para los clubes que no alineasen más de tres jugadores extranjeros, la Coupe Manier. Casi inmediatamente y en respuesta se creó la Copa Dewar, abierta a todos sin restricción.
El 27 de agosto de 1910, cuatro disidentes clubes de la USFSA, a saber, el Cercle Athlétique de Paris, Red Star Amical Club, US Suisse Paris y Paris Star fundaron la Ligue de football association (LFA). Estos clubes dejaron la USFSA porque les prohibía participar en el Trophée de France. Jules Rimet dejó su puesto como presidente de Red Star para convertirse en el presidente de la LFA de nueva creación.
La primera Copa de Francia tuvo nueve clubes que pasaron a octavos de final. El título fue ganado por el Olympique de París spor tres goles a cero contra el FC Lyon, y gracias a un doblete del delantero parisino Émile Fiévet, que se convirtió en el máximo goleador de la final de la Copa de Francia. La siguiente edición repitió el mismo éxito de los clubes de París y tuvo una final totalmente capitalina al enfrentarse el CASG París, club fundado en 1903, y el Olympique de París. Ante cerca de 10 000 espectadores, el CASG Paris ganó por tres goles a dos en la prórroga.
La Ligue de Paris Île-de-France de football —actualmente órgano de la Fédération Française de Football (FFF)— fue fundada en 1919 y fundó la División de Honor, competición que creó muchas rivalidades entre clubes de la misma zona. En la primera edición, en 1920, el Red Star se proclamó campeón.
Fue durante este período que se construyeron los principales estadios de fútbol parisinos. En 1905 fue construido el Stade de Charentonneau para el CA París. El Stade de Colombes fue inaugurado en 1907. El Stade de Paris, utilizado por el Red Star, abrió sus puertas en 1909. El Stade Bergeyre, por ejemplo, podía reunir a 15 000 espectadores en 1918.

### La liga regional (1920-1932)

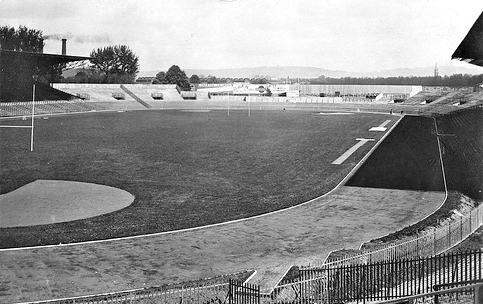
El Stade Olympique de Colombes en 1924, sede de los Juegos Olímpicos de París.

En el momento de la Liga de París, el Red Star ganó tres títulos en 1920, 1922 y 1924. El Stade Français logró el mismo rendimiento con sendas victorias en 1925, 1926 y 1928. El Club Français ganó dos títulos en 1929 y 1930, igualados por el Racing Club de París en 1931 y 1932. El Olympique de París y el CA Paris ganaron un título cada uno en 1921 y de 1927, respectivamente. El campeonato de 1923 no se disputó.
En la Copa de Francia, de once títulos en juego, seis fueron ganados por los clubes parisinos, incluyendo cuatro por el Red Star en 1921, 1922, 1923 y 1928.
En 1924 se celebraron los Juegos Olímpicos de París. En fútbol el equipo olímpico de Uruguay se alzó con la medalla de oro. El centrocampista José Andrade deslumbró al público parisino con su juego. Fue elegido mejor jugador del torneo. Estos partidos fueron celebrados en el Stade Olympique de Colombes de París, que contaba con capacidad para 45 000 espectadores, incluyendo 20 000 asientos con financiación del Racing Club de France, que obtiene el 50% de los ingresos de los Juegos.

### Debut en el campeonato profesional (1932-1939)
En 1932, cuatro clubes parisinos participaron en el primer campeonato profesional de Francia: el CA Paris, Red Star, Club Français y el Racing Club de Paris. El CA París ganó su primer partido contra el Sochaux, pero a pesar de estos primeros éxitos, terminó la temporada quinto en una liga de diez equipos. El Red Star y el Club Français descendieron a la División 2. Solo el RC París firmó una buena temporada, terminando tercero en el Grupo A.

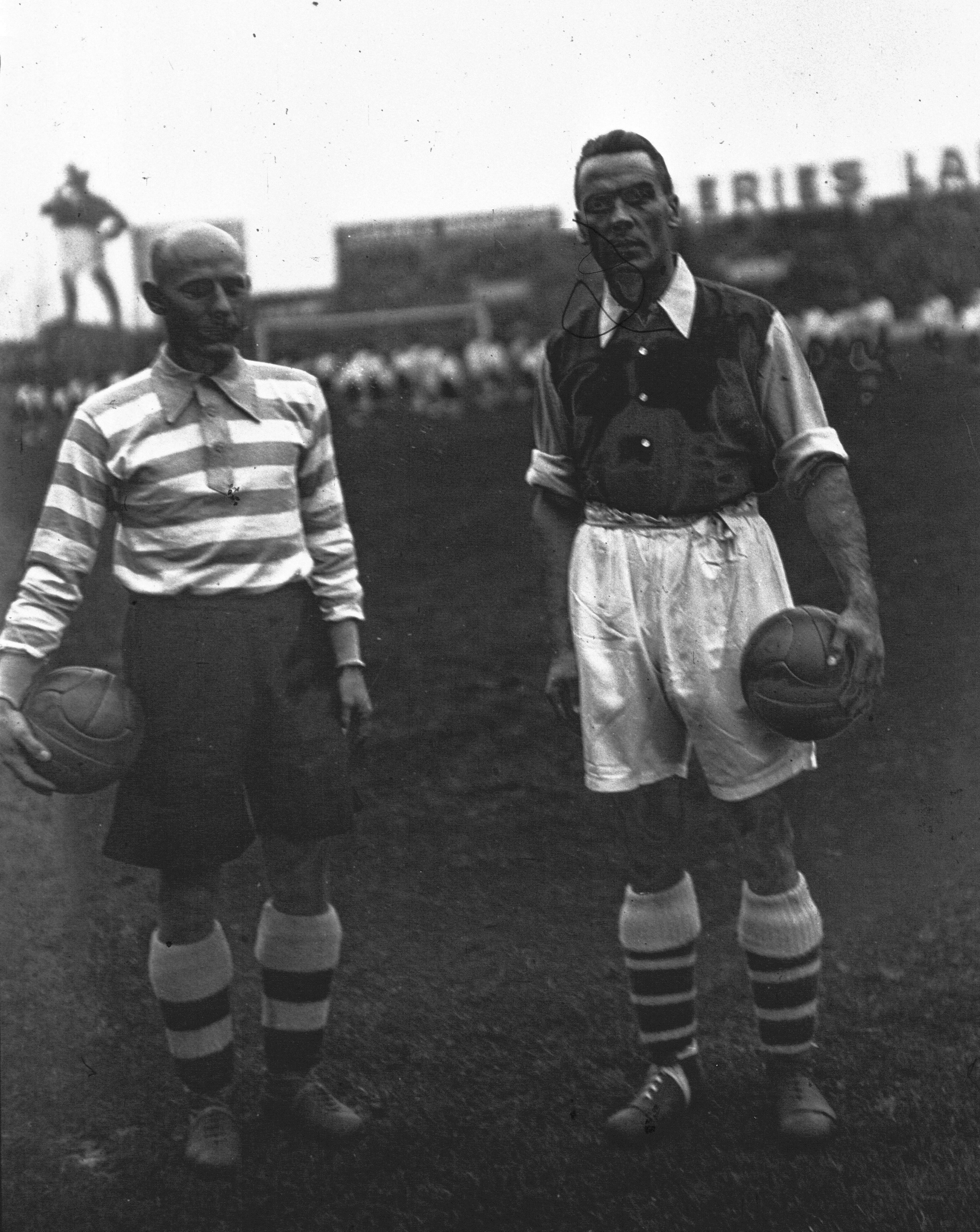
Imagen de los capitanes del Racing Club de Paris (izquierda) y el Arsenal FC inglés (derecha) antes de un partido amistoso en 1934 en París.

Al año siguiente, el US Suisse Paris obtuvo el estatus profesional y participó en la primera edición del Campeonato D2 (segunda división). Una vez más, el resultado fue desastroso para los clubes parisinos: con la notable excepción del Red Star, que terminó campeón de D2, el US Suisse descendió, el Racing Club de Paris terminó undécimo de catorce clubes de D1, el CA París terminó último de D1 y se consumó su descenso a la segunda división, y el Club Français terminó duodécimo de catorce clubes de D2.
El fútbol parisino mejoró su nivel gracias a la figura del Racing Club de Paris, que logró buenas temporadas, terminando tercero en 1934-1935, campeón en 1935-1936 y nuevamente tercero en 1936-1937. Su rival en la primera división, el Red Star, no logró tan buenos resultados en primera división. El CA París, por su parte, logró estabilizarse en segunda división. En la Copa de Francia, los resultados fueron negativos, como en 1932, cuando el CA París fue eliminado en treintaidosavos de final contra el US Boulogne, equipo amateur entonces. En 1933-34, ningún club capitalino pasó de ronda. Sin embargo, el Racing Club de Paris ganó la edición 1935-36, que se celebró en el Stade Olympique Yves-du-Manoir de Colombes, el 3 de mayo de 1936 ante 39 275 espectadores. El único e histórico gol del partido lo anotó Roger Couard.
En 1938-39, el Racing Club de Paris se clasificó a su segunda final de la Copa de Francia. El partido se disputó el 14 de mayo de 1939 en el Stade Olympique Yves-du-Manoir de Colombes, ante el Olympique Lillois. El equipo parisino ganó por tres goles a uno.
Al estallar la Segunda Guerra Mundial, los tres clubes profesionales parisinos se encontraban juntos en primera división. El Club Français desapareció en 1940.

### Posguerra y el establecimiento de un club principal (1945-1974)
Al finalizar el conflicto bélico europeo el fútbol parisino volvió a recuperar a tres equipos en la máxima categoría con la llegada del Stade Français, un equipo que se unió al Red Star y al Racing en la Division 1, sin embargo, en 1948 el Stade y el Red Star se fusionaron en una sola entidad que dejó de existir en 1950, quedando únicamente el Racing como representante de la ciudad. En 1952 regresó el Stade a la Division 1 y se retomó el derbi por una temporada, ya que en 1953 fue el Racing el que descendería de categoría. El año siguiente se invirtieron los papeles con el retorno del Racing a la máxima categoría y la salida del Stade de esa misma división, situación que se mantendría hasta 1959 cuando se recuperó el derbi entre ambos equipos en la Division 1, que se mantuvo hasta 1964 cuando el Racing perdió la categoría.
Después de 1964 el fútbol parisino se destacó por un intercambio continuo de plazas entre el Stade Français y el Red Star, que volvió al primer plano del fútbol francés, mientras que el Racing desapareció tras fusionarse con el Sedán. En 1971 la ciudad volvió a tener dos clubes de fútbol en la máxima categoría cuando apareció el Paris Saint-Germain, producto de la fusión del Paris FC y el Stade Saint-Germain, sin embargo, un año después el Paris FC tomó su plaza en la primera división por problemas políticos y financieros, pero se conservó el derbi ante el Red Star. En 1974 el PSG pasó a ocupar el lugar como club principal del fútbol parisino, el cual ha mantenido desde entonces.

### Los derbis ocasionales (1974-)
Tras el establecimiento del PSG como el equipo principal de la ciudad en 1974, el resto de equipos locales fueron perdiendo protagonismo en el fútbol francés, durante el resto de la década de 1970 el Paris FC y el Red Star alcanzaron la primera división, pero permaneciendo únicamente durante una temporada, por lo que fue complicado el establecer un nuevo derbi parisino de tradición. En la siguiente década la situación fue similar, con la diferencia de tener al Racing de París como el nuevo protagonista de la situación, regresando a la máxima categoría en la temporada 1984-85, aunque solo durante esa temporada. En 1986 el Racing regresó a la Division 1 y se recuperó el derbi parisino con el PSG - Racing, el cual se mantuvo como partido oficial hasta la temporada 1989-90.
Después de 1990 ningún otro equipo parisino ha alcanzado la máxima categoría del fútbol francés, por lo que el PSG no cuenta con un rival local en liga, algo que se ha hecho más complicado debido al fortalecimiento de este equipo y la pérdida de capacidad financiera y deportiva del resto de clubes parisinos, como consecuencia de esta situación París es de las pocas capitales europeas que cuentan con un solo equipo en la máxima categoría del fútbol de su país. 
En las categorías inferiores sí se han presentado derbis, durante la década de 2010 creció la rivalidad entre el Red Star y el Paris FC, teniendo como escenario los partidos de liga celebrados en las categorías Ligue 2 y Championat National, el último juego celebrado entre ambos clubes ocurrió el 10 de mayo de 2019 con una victoria del Paris FC con un marcador de 0-1.
Por otro lado, se han presentado algunos partidos oficiales de forma esporádica entre el Red Star y el Racing de París, aunque el último juego entre ambos clubes fue disputado en marzo de 2009.
El 2 de mayo de 2025 el París F. C. ascendió a la máxima categoría del fútbol francés después de 46 años de ausencia. Siendo así que volverá a haber derbi en la ciudad de París en la máxima categoría desde 1990.